# Lepanthes excedens
Lepanthes excedens är en orkidéart som beskrevs av Oakes Ames och Donovan Stewart Correll. Lepanthes excedens ingår i släktet Lepanthes och familjen orkidéer. Inga underarter finns listade i Catalogue of Life.